# Mariahilf-Kapelle (Znojmo)

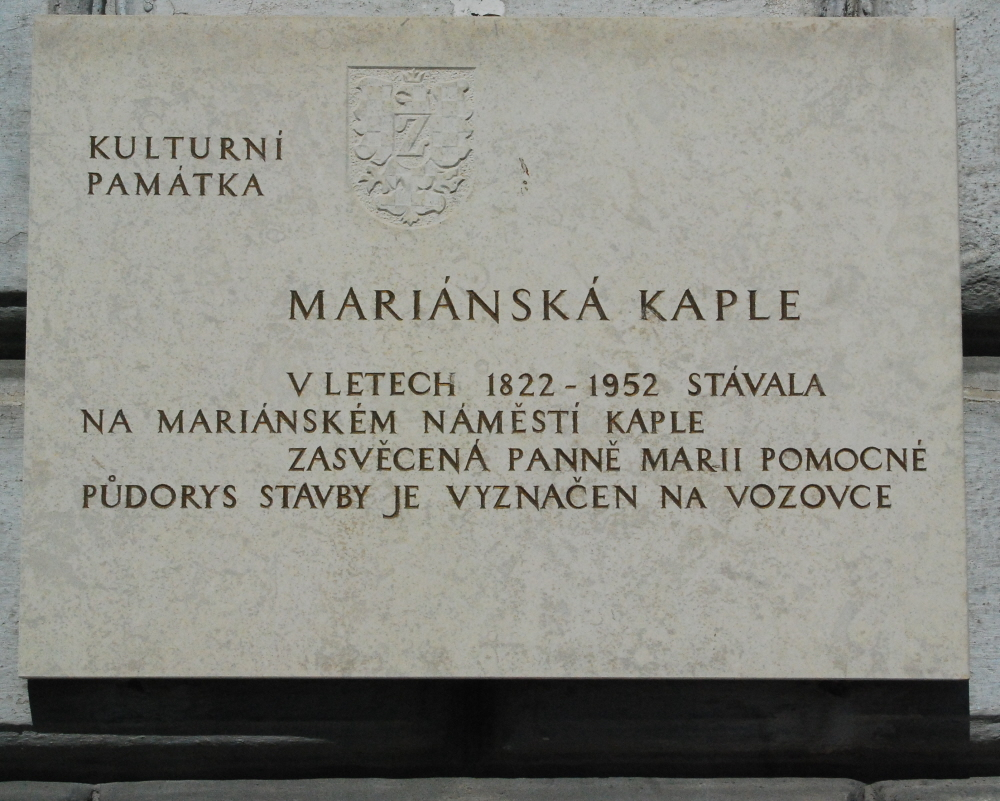
Erinnerung an die früher hier bestandene Mariahilf-Kapelle

Die Mariahilf-Kapelle war eine Kapelle in der Stadt Znojmo (deutsch Znaim) in Tschechien.

## Geschichte
Ursprünglich befand sich an deren Standort eine Steinsäule mit einer Mariahilf-Darstellung. Gestiftet wurde diese 1730 von einem Bäckermeister namens Waigart oder Weigart aus Znaim als Dank für seine Genesung von einer schweren Erkrankung. Gleichzeitig stiftete er ein dreimal wöchentliches Lampenlicht.
Mit dem am 4. Mai 1818 erfolgten Kauf des Weingartens, auf dem sich diese Steinsäule befand, übernahm das Ehepaar Ulrich und Barbara Scharfnitzl (oder Schafnitz) von der Familie Roder aus Neuschallersdorf auch die Verpflichtung, für die Erhaltung der Marienstatue und das Lampenlicht zu sorgen.
Am 13. November 1821 ersuchte das Ehepaar Scharfnitzl den Magistrat der Stadt, zum Schutz der Statue eine kleine Kapelle mit einem Kuppeldach und einer Dachlaterne errichten zu dürfen, um die immer wieder notwendigen Reparaturen an der Mariendarstellung zu vermeiden. Die notwendige Genehmigung wurde am 1. Februar 1822 erteilt.
Das übergeordnete Kreisamt konstatierte allerdings, dass es sich bei diesem Bauwerk um einen Kapellenneubau handelte und daher eine Zustimmung des bischöflichen Konsistoriums notwendig gewesen wäre. Mit einem kreisamtlichen Dekret vom 3. April 1822 wurde deshalb für die eigenmächtige Erteilung der Baubewilligung dem Magistrat eine scharfe Rüge erteilt.
Am 17. Mai 1822, kurz vor der Fertigstellung der vom Kreisbaumeister Josef Dämisch errichteten Kapelle, langte die nachträglich erteilte Genehmigung durch das bischöfliche Konsistorium ein. Dieses stellte allerdings die Bedingung, dass während des bei der Oktav Mariä Heimsuchung üblichen Abendgebets neben dem Ewigen Licht nicht mehr als vier Kerzen angezündet werden durften. Die Kapelle wurde am Abend des 13. Juli 1822 geweiht.
1840 wurde in der Kapelle ein von Anton Ferenz gemaltes Marienbild aufgestellt.
Agnes Adamek verkaufte im Jahr 1871 das Grundstück mit der Kapelle an die Stadt Znaim. Im Jahr 1895 forderte Jakob Adamek, ihr Ehemann, von der Stadt eine Entschädigung für die Kapelle, da diese nicht im Kaufvertrag erwähnt sei und er wie gewohnt weiterhin für das Licht in der Kapelle gesorgt hatte. Auch die Spenden hatte er regelmäßig dem Opferstock entnommen. Die Stadt Znaim erstattete ihm den geforderten Betrag, womit die Kapelle endgültig in ihren Besitz überging.
Im Zuge einer im Jahr 1923 von der Stadt Znaim beauftragten Renovierung wurde für die Gefallenen des Ersten Weltkriegs ein Kriegerdenkmal errichtet. Pläne, die Kapelle um etwa 100 Meter zu verlegen und damit für den zunehmenden Verkehr Raum zu schaffen, wurden zunächst durch den Zweiten Weltkrieg verhindert. 1949 wurde die Idee einer Verlegung zwar neuerlich aufgegriffen, konnte aber wieder nicht verwirklicht werden. Da ihre Existenz aber in den Augen der kommunistischen Machthaber im Widerspruch zu dem geplanten Denkmal für die Rote Armee auf dem unterdessen auf Stalingrader Platz umbenannten Platz gestanden wäre, wurde die Kapelle am 7. Juni 1952 von der Volksmiliz abgerissen. Das Marienbild wurde in die Kirche St. Nikolaus übertragen.
Die in den letzten Jahren entstandene Idee, die Kapelle auf dem Mariánské náměstí (Marienplatz) neu zu errichten, konnte nicht verwirklicht werden.
Neben einer Gedenktafel an einem nahegelegenen Haus zeigen im Fahrbahnbelag eingelassene Markierungen den Umriss des ehemaligen Bauwerks.